# Kostel svatého Václava (Václavovice)
Filiální Kostel svatého Václava je římskokatolický kostel vybudovaný v obci Václavovice v letech 1998-2001. Má kapacitu 100 sedících a 100 stojících návštěvníků a dva zvony: Václava (150 kg) a Marii (100 kg). Náleží k Římskokatolické farnosti Šenov u Ostravy (děkanát Frýdek).

## Stavba
Obyvatelé obce usilovali o vlastní kostel od počátku 20. století. Jejich úsilí ovšem zmařily nejdříve obě světové války, později komunistická diktatura. Úmysl tak mohl být realizován až v 90. letech.
Pozemek pro stavbu kostela byl zakoupen v roce 1938 a byl připraven i stavební materiál. Válka ovšem stavbu znemožnila. V listopadu 1993 byly po rozmetání předchozích snah komunisty obnoveny snahy o vybudování kostela. 3. května 1995 povolil na žádost místních věřících stavbu kostela olomoucký arcibiskup Jan Graubner a 21. května téhož roku byl základní kámen kostela v Olomouci posvěcen papežem Janem Pavlem II.
Výstavbu kostela organizovaly „Nadace pro výstavbu kostela ve Václavovicích“ (založená v první polovině 90. let a vedená Drahomírem Koločem) a „Sdružení pro výstavbu římskokatolického kostela ve Václavovicích“, které zřídil k 21. prosince 1998 ostravsko-opavský biskup František Václav Lobkowicz a které vedl rovněž Drahomír Kaloč. Stavba začala v říjnu 1998 podle plánů olomouckých architektů Tomáše Černouška a Františka Zajíčka, staveniště bylo biskupem Lobkowiczem vysvěceno 22. března 1999.
Zvony Václav (150 kg) a Maria (100 kg) byly vyrobeny zvonařským mistrem Josefem Tkadlecem z Halenkova, vysvěceny byly frýdeckým děkanem O. Sikorou 28. června 2001 v Šenově. Umělecké kovářské práce provedl P. Hřebíček z Ketkovic, řezbářské práce jsou dílem V. Ptaszka z Petřvaldu a F. Nedomela z Bruntálu. Slavnostní zasvěcení kostela sv. Václavu proběhlo 28. září 2001. Náklady na stavbu se vešly do 12 milionů korun.

## Základní údaje
Kostel je 24,7 m dlouhý, 20,7 m široký, výška věže činí 32.,6 m. Pojme 100 sedících a 100 stojících návštěvníků. V roce 2005 obdržel nové varhany.